# Voacanga chalotiana
Voacanga chalotiana är en oleanderväxtart som beskrevs av Jean Baptiste Louis Pierre och Otto Stapf. Voacanga chalotiana ingår i släktet Voacanga och familjen oleanderväxter. Inga underarter finns listade i Catalogue of Life.